# یان بوس
یان بوس (هلندی: Jan Bos؛ زادهٔ ۲۹ مارس ۱۹۷۵) اسکیت‌باز سرعت و دوچرخه‌سوار پیست اهل هلند است.
از افتخارات وی می‌توان به کسب ۲ مدال نقره اسکیت ۱۰۰۰ متر در بازی‌های المپیک زمستانی ۱۹۹۸ و ۲۰۰۲ اشاره کرد.